# Microcalcarifera haemobaphes
Microcalcarifera haemobaphes är en fjärilsart som beskrevs av Turner 1926. Microcalcarifera haemobaphes ingår i släktet Microcalcarifera och familjen mätare. Inga underarter finns listade i Catalogue of Life.